# 苫小牧港開発株式会社線
苫小牧港開発株式会社線（とまこまいこうかいはつかぶしきがいしゃせん）は、苫小牧港開発が運営していた北海道苫小牧市の新苫小牧駅と石油埠頭駅を結んでいた鉄道路線である。「株式会社」まで路線名に含む。
1963年（昭和38年）に苫小牧港ができ、進出してきた企業の原料や製品を輸送するために1968年（昭和43年）に開業した。その後も接続する専用線が増加し、最盛期の1976年（昭和51年）には輸送量が167万tに達したものの、その後はモータリゼーションの進展や1984年（昭和59年）の国鉄ダイヤ改正に伴うコンテナ輸送へのシフトによって多くの専用線が廃止されて輸送量も減少、1998年（平成10年）に休止、2001年（平成13年）に廃止となった。

## 路線データ
- 路線距離（営業キロ）新苫小牧駅 - 石油埠頭間10.2km
- 軌間：1067mm
- 駅数：5駅
- 複線区間：なし（全線単線）
- 電化区間：なし（全線非電化）
- 閉塞方式：不詳

## 歴史
- 1968年（昭和43年）
  - 8月7日 地方鉄道営業免許。
  - 11月4日 国鉄との連絡運輸契約締結。
  - 11月25日 本線敷設工事竣工。
  - 12月2日 札幌陸運局より運輸開始認可。
  - 12月3日 新苫小牧 - 石油埠頭間開業、新苫小牧駅・一本松駅・石油埠頭駅開業。初荷列車は石油類10両肥料6両の計16両。
- 1969年（昭和44年）7月15日 港南駅開業。
- 1979年（昭和54年）7月10日 港北駅開業。
- 1980年代 一本松駅廃止。
- 1998年（平成10年）4月1日 全線休止。
- 2001年（平成13年）3月31日 全線廃止、新苫小牧駅・港北駅・港南駅・石油埠頭駅廃止。

## 駅一覧
括弧内は起点からの営業キロ
新苫小牧駅 (0.0) - 一本松駅 (1.2) - 港北駅 (2.8) - 港南駅 (6.1) - 石油埠頭駅 (10.2)

## 接続路線
- 新苫小牧駅：苫小牧操車場連絡線を介して室蘭本線と接続。
- 苫小牧市営公共臨港線
公共臨港線のうち石炭埠頭線は苫小牧港開発に運営が委託されており、公共臨港線中野駅 - 当線新苫小牧駅連絡線により接続。機関庫は苫小牧操車場南東側の中野駅付帯の車庫を共用。

## 輸送・収支実績
| 年度 | 貨物輸送数量（トン） | 鉄道業営業収入（千円） | 鉄道業営業費（千円） |
| ---- | -------------------- | ---------------------- | -------------------- |
| 1970 | 691,275              |                        |                      |
| 1979 | 1,354,469            | 1,031,718              | 982,262              |
| 1980 |                      |                        |                      |
| 1981 |                      |                        |                      |
| 1982 | 1,176,091            | 988,453                | 1,001,559            |
| 1983 |                      |                        |                      |
| 1984 | 800,418              | 698,510                | 737,673              |
| 1985 | 609,903              | 429,312                | 655,010              |
| 1986 | 496,180              | 423,148                | 637,074              |
| 1987 | 423,484              | 336,191                | 418,947              |
| 1988 | 415,449              | 332,664                | 367,935              |
| 1989 | 323,577              | 256,099                | 269,485              |
| 1990 | 285,266              | 228,986                | 230,156              |
| 1991 | 264,967              | 208,679                | 268,177              |
| 1992 | 244,802              | 189,904                | 287,561              |
| 1993 | 235,940              | 184,773                | 285,512              |
| 1994 | 208,800              | 165,896                | 264,265              |
| 1995 | 212,576              | 170,563                | 230,859              |
| 1996 | 200,948              | 162,682                | 181,701              |
| 1997 | 123,452              | 106,790                | 177,499              |

- 私鉄統計年報1970年、民鉄主要統計『年鑑世界の鉄道』1983年『年鑑日本の鉄道』1985年、1987年-2007年

## 車両
最後まで運用されていたのは国鉄DD13形に酷似したD56形ディーゼル機関車である。スタイルは汽車会社型と川崎重工型の2種類あるが、DD13形と運転台窓周りを改変し、全高さの扉をやめ、非運転台窓を広めた方大型窓タイプのキャブを共通使用。その大型窓の下にも小型のハッチがあって出入りできるようになっていた。
D5601, D5602は1966年汽車会社製、D5603 - D5606は川崎重工製となり、放熱サイドグリルが大型となり、全長も伸びた。2次型と言える川崎製は1972年にD5603 - D5605を、1977年にD5606を新製している。また、そのためか、D5606のみ運転台機器配置が異なっている。以上計6両製造されたが、最終的に残ったのは3両で、6両中4両は
- D5603が旭川通運に、

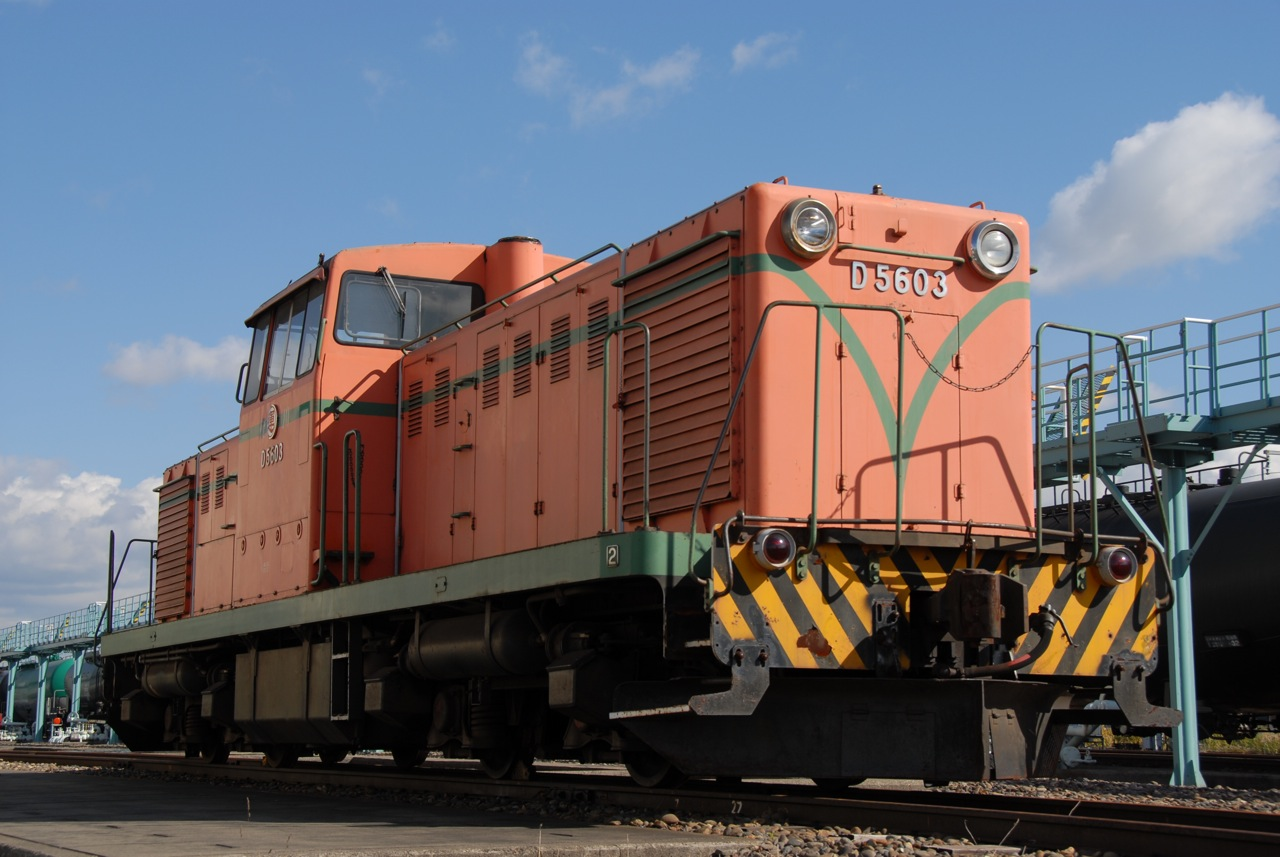
旭川通運へ譲渡されたDD5603 北旭川駅

- D5604が名古屋臨海鉄道 （ND55213に車体転用） に、
- D5605が名古屋臨海鉄道 （ND55216に車体転用） に、
- D5606が十勝鉄道に

転出した。名古屋臨海鉄道のND55213とND55216は名古屋貨物ターミナル駅での入換用に使用されていたが、両機とも2022年までに老朽化により廃車となった。
廃線後はD5601、D5602は廃車になり解体された。現在は旭川通運に行ったD5603が苫小牧当時のままの塗装で往年の雰囲気を見ることができる。
D56形以前には1966年汽車会社製の55t機のD55形が2両在籍していた。D56形が6両揃ったことで2両共に1984年に廃車となった。
また、国鉄の有蓋貨車（ワフ122884）を購入していたが1982年に廃車となっている。